# Calcolo tensoriale
Il calcolo tensoriale, detto anche calcolo di Ricci, analisi tensoriale e anticamente noto come calcolo differenziale assoluto, è quella parte della geometria differenziale che manipola i tensori.
Sviluppato da Gregorio Ricci-Curbastro e dal suo allievo Tullio Levi-Civita, è stato utilizzato da Albert Einstein per elaborare la sua teoria della relatività generale. Rispetto al calcolo infinitesimale, il calcolo tensoriale permette di presentare le equazioni fisiche in forma indipendente dalla scelta del sistema di coordinate.
Secondo Eddington, è questo il solo mezzo possibile per esprimere i fenomeni in forma oggettiva, e per spiegare le leggi della fisica come combinazioni di leggi ancor più profonde, quelle dello spazio-tempo.

## Derivata tensoriale
Sia {\displaystyle \phi } uno scalare, ad esempio una funzione scalare invariante estesa nel continuum a quattro dimensioni. Consideriamo ora una curva {\displaystyle S} qualunque, su cui stabiliamo una metrica per cui la distanza da un punto fisso misurata sulla curva sia {\displaystyle s:} allora anche {\displaystyle {\frac {d\phi }{ds}}} è invariante, essendo invarianti sia {\displaystyle ds} che {\displaystyle d\phi }. Poiché vale la relazione
{\displaystyle {\frac {d\phi }{ds}}=\sum _{\mu }{\frac {\partial \phi }{\partial x^{\mu }}}{\frac {dx^{\mu }}{ds}}}
anche il secondo membro è un invariante (ometteremo nel seguito il simbolo di somma, con le solite convenzioni). Dunque il quadrivettore
{\displaystyle A_{\mu }={\frac {\partial \phi }{\partial x^{\mu }}}}
ossia il gradiente di {\displaystyle \phi }, è covariante. Se definiamo un nuovo invariante
{\displaystyle \psi ={\frac {\partial \phi }{\partial x^{\mu }}}{\frac {dx^{\mu }}{ds}}}
per quanto visto prima, {\displaystyle \chi ={\frac {d\psi }{ds}}} è un invariante. Sostituendo a {\displaystyle \psi } la sua espressione, otteniamo
{\displaystyle \chi ={\frac {\partial ^{2}\phi }{\partial x^{\mu }\partial x^{\nu }}}{\frac {dx^{\mu }}{ds}}{\frac {dx^{\nu }}{ds}}+{\frac {\partial \phi }{\partial x^{\mu }}}{\frac {d^{2}x^{\mu }}{ds^{2}}}}
Ricordando che l'equazione generale di una geodetica per lo spaziotempo, utilizzando i simboli di Christoffel di seconda specie, ha la forma
{\displaystyle {\frac {d^{2}x^{\tau }}{ds^{2}}}+\left\{{\begin{matrix}\tau \\\nu \mu \end{matrix}}\right\}{\frac {dx^{\nu }}{ds}}{\frac {dx^{\mu }}{ds}}=0}
ricaviamo il valore di {\displaystyle {\frac {d^{2}x^{\mu }}{ds^{2}}}}, che sostituiamo. Otteniamo dunque la relazione
{\displaystyle \chi =\left[{\frac {\partial ^{2}\phi }{\partial x^{\mu }\partial x^{\nu }}}-\left\{{\begin{matrix}\tau \\\nu \mu \end{matrix}}\right\}{\frac {\partial \phi }{\partial x^{\tau }}}\right]{\frac {dx^{\nu }}{ds}}{\frac {dx^{\mu }}{ds}}.}
Il teorema di Schwarz ci garantisce che l'ordine di derivazione rispetto a {\displaystyle \nu } e {\displaystyle \mu } è invertibile, e il simbolo di Christoffel di seconda specie è simmetrico rispetto a {\displaystyle \nu } e {\displaystyle \mu }, dunque la relazione tra parentesi quadre data sopra è simmetrica anch'essa. Per la generalità delle {\displaystyle x^{\nu }}, il quadrivettore {\displaystyle {\frac {dx^{\mu }}{ds}}} è arbitrario. Ricordando l'invarianza di {\displaystyle x,} otteniamo dunque che la relazione
{\displaystyle A_{\nu /\mu }={\frac {\partial ^{2}\phi }{\partial x^{\mu }\partial x^{\nu }}}-\left\{{\begin{matrix}\tau \\\nu \mu \end{matrix}}\right\}{\frac {\partial \phi }{\partial x^{\tau }}}}
rappresenta un tensore covariante del secondo ordine.
Ricapitolando, dal quadrivettore covariante
{\displaystyle A_{\mu }={\frac {\partial \phi }{\partial x^{\mu }}}}
abbiamo ricavato il tensore covariante del secondo ordine
{\displaystyle A_{\mu /\nu }={\frac {\partial A_{\mu }}{\partial x^{\nu }}}-\left\{{\begin{matrix}\tau \\\mu \nu \end{matrix}}\right\}A_{\tau }.}
Chiameremo questo tensore la derivata tensoriale del tensore Aμ. È facile vedere che tale risultato vale non solo partendo da un gradiente, ma da qualsiasi vettore covariante. Basta infatti notare che, dati due scalari {\displaystyle \phi } e {\displaystyle \psi }, per quanto visto prima {\displaystyle \psi {\frac {\partial \phi }{\partial x^{\mu }}}} è un tensore del primo ordine covariante. Altrettanto potrà dirsi di una somma di quattro di questi vettori qualsiasi {\displaystyle S_{\mu }=\psi _{\nu }{\frac {\partial \phi _{\nu }}{\partial x^{\mu }}}}. Ora, un qualunque vettore Aμ può esprimersi nella forma di Sμ (il come è lasciato per esercizio al lettore). Per quanto riguarda il resto della dimostrazione, basta ripercorrere il cammino partendo da {\displaystyle \psi {\frac {\partial \phi }{\partial x^{\mu }}}}, e si ricava esattamente la stessa formula, che è quanto ci attendevamo.
Esaminiamo ora il caso di un tensore del secondo ordine Aμν, abbiamo già visto che è possibile esprimerlo come somma di prodotti del tipo AμBν.
Ricordando la regola di derivazione del prodotto, deriviamo singolarmente i due tensori, ottenendo
{\displaystyle A_{\mu /\sigma }={\frac {\partial A_{\mu }}{\partial x^{\sigma }}}-\left\{{\begin{matrix}\tau \\\mu \sigma \end{matrix}}\right\}A_{\tau }}
e
{\displaystyle B_{\nu /\sigma }={\frac {\partial B_{\nu }}{\partial x^{\sigma }}}-\left\{{\begin{matrix}\tau \\\nu \sigma \end{matrix}}\right\}B_{\tau }}
Queste espressioni sono tensori. Moltiplicando poi la prima per Bν e la seconda per Aμ, otteniamo comunque sei tensori del terzo ordine. Sommandoli e ponendo
{\displaystyle A_{\mu \nu }=A_{\mu }B_{\nu }\ }
otteniamo
{\displaystyle A_{\mu \nu /\sigma }={\frac {\partial A_{\mu \nu }}{\partial x^{\sigma }}}-\left\{{\begin{matrix}\tau \\\mu \sigma \end{matrix}}\right\}A_{\tau \nu }-\left\{{\begin{matrix}\tau \\\nu \sigma \end{matrix}}\right\}A_{\mu \tau }}
Analogamente a quanto visto prima, è possibile estendere il risultato ad un tensore del secondo ordine qualunque, e utilizzando le normali regole per la moltiplicazione dei tensori, si ricavano facilmente le espressioni per le derivate tensoriali per qualunque ordine di tensori.

### Divergenza di un tensore
Dato un tensore del primo ordine Aμ, possiamo dapprima considerare il nuovo tensore che si ottiene derivando tensorialmente
{\displaystyle F_{\nu }^{\mu }=A_{/\nu }^{\mu }}
e poi la contrazione del tensore Fμν
{\displaystyle F_{\nu }^{\nu }=A_{/\nu }^{\nu }}
Lo scalare così ottenuto definisce la divergenza di Aμ
{\displaystyle \operatorname {div} A^{\mu }=A_{/\mu }^{\mu }}
Ciò mostra come la divergenza di un vettore sia invariante per cambio di coordinate.

### Rotore di un tensore
Il rotore di un tensore del primo ordine Aμ può essere definito, in modo formale, in modo analogo al prodotto vettoriale tra vettori, assumendo come secondo vettore le componenti dell'operatore ∇. Per mezzo del simbolo di Levi-Civita εijk si ha allora
{\displaystyle \operatorname {rot} A^{\mu }=\varepsilon _{ijk}\partial ^{j}A^{k}}
dove ∂j definisce la derivata controvariante, ovvero, per mezzo del tensore fondamentale gjl
{\displaystyle \partial ^{j}=g^{jl}\partial _{l}}
In generale, il rotore di un tensore nxn,è a sua volta un tensore, che ha per colonne, il rotore delle righe.
(Per esempio la prima colonna del tensore risultante sarà il rotore della prima riga, la seconda colonna sarà il rotore della seconda riga, e così via)

## Esempi
Molte delle usuali operazioni svolte in algebra lineare possono essere descritte usando dei tensori, scritti in coordinate, e manipolandoli tramite prodotti e contrazioni.

### Funzionali lineari
Un funzionale lineare {\displaystyle T} è un covettore {\displaystyle T_{a}}, cioè un tensore di tipo {\displaystyle (0,1)}. Un vettore {\displaystyle v} è descritto da un tensore {\displaystyle v^{b}} di tipo {\displaystyle (1,0)}. Lo scalare {\displaystyle T(v)} è quindi
{\displaystyle T(v)=T_{i}v^{i}}
ottenuto prima facendo il prodotto dei due tensori, e poi contraendo gli indici.

### Endomorfismi
Un endomorfismo {\displaystyle T} può essere descritto come un tensore {\displaystyle T_{a}^{b}} di tipo {\displaystyle (1,1)}. Un vettore {\displaystyle v} come un tensore {\displaystyle v^{c}} di tipo {\displaystyle (1,0)}. Il vettore {\displaystyle u=T(v)} è quindi
{\displaystyle u^{b}=T_{i}^{b}v^{i}.}

### Forme bilineari
Una forma bilineare {\displaystyle T} può essere descritta come un tensore {\displaystyle T_{ab}}. Dati due vettori {\displaystyle v^{c}} e {\displaystyle w^{d}}, lo scalare {\displaystyle T(v,w)} è dato da
{\displaystyle T(v,w)=T_{ij}v^{i}w^{j}.}